# Једанаеста јесења изложба
Једанаеста јесења изложба сликарских и вајарских радова београдских уметника одржала се у Уметничком павиљону „Цвијета Зузорић” у Београду.

## Оцењивачки одбор
- Боривоје Стевановић
- Петар Палавичини
- Иван Табаковић
- Никола Бешевић
- Лазар Личеноски

## Излагачи
1. Драгомир Арамбашић
2. Сташа Беложански
3. Ђовани Бертото
4. Милица Бешевић
5. Никола Бешевић
6. Стеван Боднаров
7. Светислав Вуковић
8. Боривој Вучковић
9. Милош Вушковић
10. Милош Голубовић
11. Никола Граовац
12. Боривој Грујић
13. Војислав Димитријевић
14. Лојзе Долинар
15. Радмила Ђорђевић
16. Стаменко Ђурђевић
17. Љубомир Ивановић
18. Гордана Јовановић
19. Милан Коњевић
20. Бранко Крстић
21. Александар Кумрић
22. Рајко Леви
23. Лазар Личеноски
24. Милица Лозанић
25. Светолик Лукић
26. Љубица Луковић
27. Ана Маринковић
28. Милан Минић
29. Драгутин Митриновић
30. Живорад Михајловић
31. Живорад Настасијевић
32. Миливој Николајевић
33. Лепосава Павловић
34. Јефто Перић
35. Јелисавета Петровић
36. Зора Петровић
37. Михајло Петров
38. Миодраг Петровић
39. Светомир Почек
40. Ђуро Радоњић
41. Јурица Рибар
42. Боривоје Стевановић
43. Едуард Степанчић
44. Божидар Стојадиновић
45. Братислав Стојановић
46. Сретен Стојановић
47. Живко Стојисављевић
48. Милан Танкосић
49. Михајло Томић
50. Стојан Трумбић
51. Владимир Филаковац
52. Коста Хакман
53. Милица Чађевић
54. Алекса Челебоновић
55. Богдан Шупут